# Death Valley Scotty's Mine
Death Valley Scotty's Mine è un cortometraggio muto del 1912 prodotto dalla Kalem e diretto da Pat Hartigan.

## Produzione
Il film fu prodotto dalla Kalem Company. Venne girato in California, nel Death Valley National Park.

## Distribuzione
Distribuito dalla General Film Company, il film - un cortometraggio di una bobina - uscì nelle sale cinematografiche USA il 26 ottobre 1912. La Moving Pictures Sales Agency lo distribuì nel Regno Unito il 19 dicembre di quello stesso anno.